# Eimeria halleri
Eimeria halleri is een soort in de taxonomische indeling van de Myzozoa, een stam van microscopische parasitaire dieren. Het organisme komt uit het geslacht Eimeria en behoort tot de familie Eimeriidae. Eimeria halleri werd in 1986 ontdekt door Upton, Bristol, Gaidner & Duszynski.